# ماریو لانفرانکی
ماریو لانفرانکی (ایتالیایی: Mario Lanfranchi؛ ۳۰ ژوئن ۱۹۲۷ – ۳ ژانویهٔ ۲۰۲۲) کارگردان فیلم، بازیگر، فیلم‌نامه‌نویس، تهیه‌کننده فیلم و تهیه‌کننده تلویزیونی اهل ایتالیا بود. وی از سال ۱۹۵۲ میلادی تاکنون مشغول فعالیت بود.

## گزیده فیلم‌شناسی
از فیلم‌هایی که وی در آن‌ها نقش داشته‌است، می‌توان به مرد بی‌رحم، لا تراویاتا و مجازات مرگ اشاره نمود.